# Pedro Antonio Pimentel
Pedro Antonio Pimentel Chamorro (ur. 1830, zm. 1874) – dominikański polityk, prezydent Dominikany od 25 marca do 4 sierpnia 1865. W czasie jego prezydentury w dniu 11 lipca Hiszpania uznała niepodległość kraju proklamowaną 14 września 1863.